# Cobbler (软件)
Cobbler是一個自由开源系统安装部署软件，用于自动化网络安装操作系统。 Cobbler 集成了 DNS, DHCP,软件包更新， 带外管理以及配置管理， 方便操作系统安装自动化。Cobbler 可以支持PXE启动, 操作系统重新安装, 以及虚拟化客户机创建，包括Xen, KVM or VMware. Cobbler透过koan程序以支持虚拟化客户机安装。Cobbler 可以支持管理复杂网路环境，如建立在链路聚合以太网的桥接环境。